# Liste der Kulturdenkmäler in Hausten
In der Liste der Kulturdenkmäler in Hausten sind alle Kulturdenkmäler der rheinland-pfälzischen Ortsgemeinde Hausten einschließlich des Ortsteils Morswiesen aufgeführt. Grundlage ist die Denkmalliste des Landes Rheinland-Pfalz (Stand: 27. Oktober 2023).

## Einzeldenkmäler
| Bezeichnung                  | Lage                                          | Baujahr         | Beschreibung                                        | Bild                                    |
| ---------------------------- | --------------------------------------------- | --------------- | --------------------------------------------------- | --------------------------------------- |
| Wegekreuz                    | Hausten, Bergstraße, Ecke Hauptstraße Lage    | 1670            | Wegekreuz, bezeichnet 1670                          | BW                                      |
| Brunnen                      | Hausten, Burgweg Lage                         |                 | Brunnenanlage, drei Becken                          | Fotos hochladen                         |
| Grabkreuz                    | Hausten, Im Bungert Lage                      | 1854            | Grabkreuz, bezeichnet 1854                          | Fotos hochladen                         |
| Wegekreuz                    | Hausten, nördlich des Ortes                   | 18. Jahrhundert | Wegekreuz, Nischentyp, wohl aus dem 18. Jahrhundert | Direkt Bild zu diesem Denkmal hochladen |
| Wegekreuz                    | Hausten, westlich des Ortes                   |                 | Wegekreuz                                           | Direkt Bild zu diesem Denkmal hochladen |
| Wegekreuz                    | Hausten, westlich des Ortes                   |                 | großes Wegekreuz                                    | Direkt Bild zu diesem Denkmal hochladen |
| Katholische Kapelle St. Anna | Morswiesen, Hauptstraße Lage                  | 1654            | Saalbau, 1654, Chor im Kern spätmittelalterlich     | weitere Bilder Fotos hochladen          |
| Wegekreuz                    | Morswiesen, Hauptstraße, vor der Kapelle Lage | 1660            | Wegekreuz, bezeichnet 1660                          | Fotos hochladen                         |
| Wegekreuz                    | Morswiesen, Hauptstraße Lage                  | 1691            | Wegekreuzfragment, bezeichnet 1691                  | BW                                      |
| Wegekreuz                    | Morswiesen, Mühlenstraße                      | 1696            | Wegekreuz, bezeichnet 1696                          | Direkt Bild zu diesem Denkmal hochladen |
| Wegekreuz                    | Morswiesen, Netterweg                         | 19. Jahrhundert | Wegekreuz, wohl aus dem 19. Jahrhundert             | Direkt Bild zu diesem Denkmal hochladen |